# David G. Chandler
David Geoffrey Chandler (15 gennaio 1934 – 10 ottobre 2004) è stato uno storico britannico il cui studio si è concentrato in particolar modo sul periodo napoleonico.

## Biografia
Da giovane ha servito per breve tempo nell'esercito, raggiungendo il grado di capitano, e più tardi ha insegnato nella Royal Military Academy Sandhurst.  
L'Università di Oxford gli ha assegnato il D. Litt. nel 1991. Ha tenuto tre Professorships durante la visita alla Ohio State University nel 1970, al Virginia Military Institute nel 1988, e Marine Corps University nel 1991. 
Secondo il suo necrologio nel Daily Telegraph, il suo «...ampio resoconto delle battaglie di Napoleone - nel suo classico Le campagne di Napoleone è - improbabile che possa essere migliorato, nonostante una legione di rivali». Inoltre il generale Charles de Gaulle scrisse a Chandler complimentandosi con lui e dichiarando che aveva superato ogni altro scrittore sulla carriera militare dell'Imperatore. Chandler è stato anche autore di una biografia militare di John Churchill, I duca di Marlborough e de L'arte della guerra nell'età di Marlborough.

## Opere
- Le campagne di Napoleone (The Campaigns of Napoleon, 1966), edizione italiana a cura di Maurizio Pagliano e Luigi Bellavita, Collana Storica, Milano, Rizzoli, 1968-1981, 2 voll. - Collana SuperBur Saggi, Milano, BUR, 1992-2006, ISBN 978-88-17-11904-7.
- Napoleon, Barnsley, Pen & Sword, 1973.
- Dictionary of the Napoleonic Wars, New York, MacMillan, 1979.
- Marlborough as Military Commander, London, Batsford, 1979.
- Atlas of Military Strategy: The Art, Theory and Practice of War, 1618-1878, 1980, Arms & Armour.
- Waterloo. I cento giorni (Waterloo: The Hundred Days, 1981), traduzione di Francesco Montanari, Milano, Rizzoli, 1982. - Collana SuperBur Saggi, Milano, BUR, 1999, ISBN 978-88-17-25815-9.
- Battles and Battlescenes of World War Two, New York, MacMillan, 1989.
- The Illustrated Napoleon, New York, Greenhill, 1990.
- Austerlitz, 1805: Battle of the Three Emperors (Osprey Military Campaign), London, Osprey, 1990.
- The Art of Warfare in the Age of Marlborough, The Commanders, Staplehurst, Spellmount, 1990.
- Jena 1806: Napoleon Destroys Prussia, London, Osprey Publishing, 1993.
- On the Napoleonic Wars, London, Greenhill, 1994.

### Curatele
- I marescialli di Napoleone. Gli uomini che combatterono a fianco dell'Imperatore da Marengo a Waterloo (Napoleon's Marshalls, 1987), traduzione di Franco Caposio e Giuliano Caposio, Collana Storica, Milano, Rizzoli, 1988.
- The Military Maxims of Napoleon, London, Greenhill, 1987.
- The Dictionary of Battles, London, Ebury Press, 1987.
- The Oxford Illustrated History of the British Army, Oxford University Press, 1994.
- The D-Day Encyclopedia, NJ, Upper Saddle River, 1994.